# 王玉增
王玉增（1912年4月10日—2009年10月7日），河北新城人，中国男子篮球运动员，曾随中华民国国家队参加1936年夏季奥林匹克运动会男子篮球比赛，最终队伍在第二轮被淘汰。